# SN 1993T
SN 1993T – supernowa typu Ia odkryta 26 maja 1993 roku w galaktyce A231054-4458. W momencie odkrycia miała maksymalną jasność 18,00m.